# صوفيا نيلسون
صوفيا نيلسون (12 يونيو 1990 - ) هي لاعبة كرة قدم سويدية في مركز الوسط. لعبت مع Stattena IF ‏ وDjurgårdens IF Fotboll (women) ‏.

## وصلات خارجية
- صوفيا نيلسون على موقع قاعدة بيانات كرة القدم.إي يو (الإنجليزية)
- صوفيا نيلسون على موقع Soccerway.com (الإنجليزية)